# Jan Wilsgaard
Jan Wilsgaard (født 1930 i Brooklyn, New York, død 6. august 2016 i Kungsbacka) var en norsk-svensk bildesigner.
Han begyndte at arbejde for Volvo i 1950, og arbejdede der indtil introduktionen af Volvo 850 i 1991, og deltog i udviklingen af næsten alle Volvos personbilsmodeller. Blandt undtagelserne var Volvo P1900 "Sport" og Volvo P1800.
Wilsgaard blev efterfulgt af Peter Horbury. Et stipendium ved HDK uddeles årligt til foranstående elev i Wilsgaards navn.
Jan Wilsgaard døde den 6. august 2016 efter længere tids sygdom.

## Bilmodeller
Udvalg af bilmodeller tegnet af Wilsgaard:
- Volvo Philip (1950)
- Volvo PV 179 (1952)
- Volvo Amazon (P1200/120)
- Volvo P1400 − sikkerhedsbilen (1967) (Volvo 140)
- Volvo 164
- Volvo 240, 242, 244, 245, 260, 262, 264, 265
- Volvo 740, 760, 780
- Volvo 850